# Lilja Gudmundsdottir
Lilja Gudmundsdottir, född 3 januari 1955 i Reykjavik, är en isländsk före detta friidrottare (medeldistanslöpare) som deltog vid OS i Montreal år 1976 (utslagen i försöken på både 800 meter och 1 500 meter). Vid de svenska mästerskapen år 1983 deltog hon på 1 500 meter och blev svensk mästare utan att vara svensk medborgare (detta är tillåtet under vissa förutsättningar); vid detta tillfälle tävlade hon för klubben IK Tiwaz. 

## Personliga rekord
- 800 meter - 2.06,3 (1977)
- 1 500 meter - 4.19,3 (1977)